# Reimar Kuntze
Pour les articles homonymes, voir Kuntze.
Reimar Kuntze (né le 27 janvier 1902 à Berlin – mort le 18 août 1949 à Munich) est un directeur de la photographie allemand.

## Filmographie partielle
- 1923 : I.N.R.I. de Robert Wiene
- 1927 : Berlin, symphonie d'une grande ville de Walter Ruttmann
- 1930 : La nuit est à nous de Roger Lion, Carl Froelich et Henry Roussell
- 1931 : Jeunes Filles en uniforme de Leontine Sagan
- 1931 : Dactylo de Wilhelm Thiele
- 1931 : Les Treize Malles de monsieur O. F. (Die Koffer des Herrn O.F.) d'Alexis Granowsky
- 1932 : Fünf von der Jazzband d'Erich Engel
- 1932 : Allô Berlin ? Ici Paris ! de Julien Duvivier
- 1933 : Reifende Jugend de Carl Froelich
- 1936 : Der Weg des Herzens de Willy Schmidt-Gentner
- 1938 : Quatre Filles courageuses de Carl Froelich

## Sources de la traduction
- (de) Cet article est partiellement ou en totalité issu de l’article de Wikipédia en allemand intitulé « Reimar Kuntze » (voir la liste des auteurs).